# Шледорф
Шледорф (нем. Schlehdorf) — община в Германии, в земле Бавария.
Подчиняется административному округу Верхняя Бавария. Входит в состав района Бад-Тёльц-Вольфратсхаузен. Подчиняется управлению Кохель ам Зее. Население составляет 1206 человек (на 31 декабря 2010 года). Занимает площадь 25,39 км².

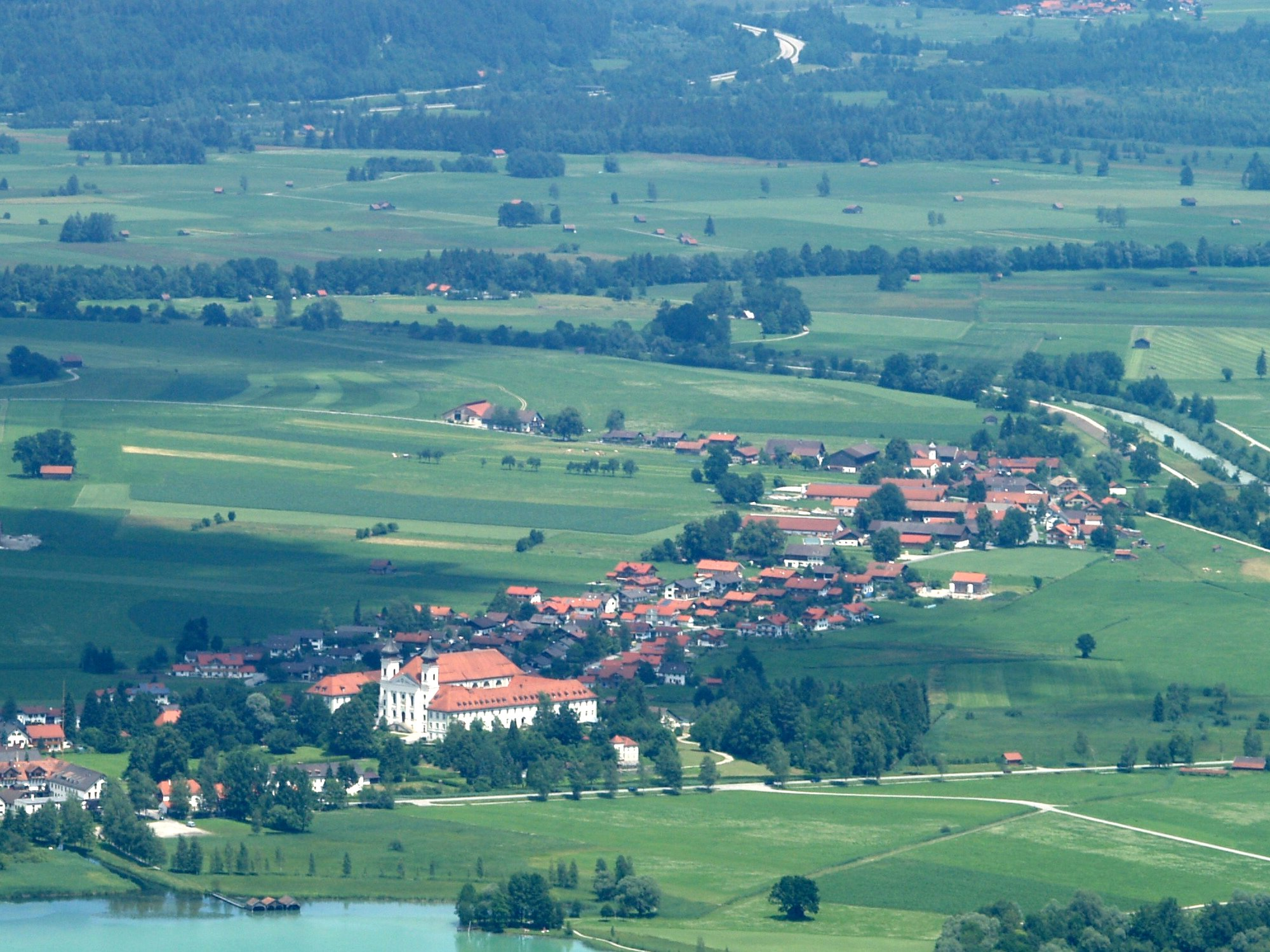
Шледорф

## Население
По оценке на 31 декабря 2015 года население общины Шледорф составляет 1223 чел. 

| Дата      | 1840 | 1871 | 1900 | 1925 | 1939 | 1950 | 1961 | 1970 | 1987 | 2011 |
| --------- | ---- | ---- | ---- | ---- | ---- | ---- | ---- | ---- | ---- | ---- |
| Население | 359  | 411  | 476  | 817  | 719  | 1131 | 1093 | 879  | 931  | 1195 |

| Год       | 1960 | 1970 | 1980 | 1990 | 2000 | 2009 | 2010 | 2011 | 2012 | 2013 | 2014 | 2015 |
| --------- | ---- | ---- | ---- | ---- | ---- | ---- | ---- | ---- | ---- | ---- | ---- | ---- |
| Население | 887  | 881  | 1045 | 965  | 1099 | 1216 | 1206 | 1224 | 1239 | 1217 | 1223 | 1223 |

## Персоналии
- Бекерат, Юрген фон (1920-2016) — немецкий египтолог.